# 1021
Portal Geschichte | Portal Biografien | Aktuelle Ereignisse | Jahreskalender | Tagesartikel

◄ |
10. Jahrhundert |
11. Jahrhundert
| 12. Jahrhundert | ►

◄ |
990er |
1000er |
1010er |
1020er
| 1030er | 1040er | 1050er | ►

◄◄ |
◄ |
1017 |
1018 |
1019 |
1020 |
1021
| 1022 | 1023 | 1024 | 1025 | ► | ►►
Staatsoberhäupter  · Nekrolog
| Januar | Januar | Januar | Januar | Januar | Januar | Januar | Januar |
| Kw     | Mo     | Di     | Mi     | Do     | Fr     | Sa     | So     |
| ------ | ------ | ------ | ------ | ------ | ------ | ------ | ------ |
| 52     |        |        |        |        |        |        | 1      |
| 1      | 2      | 3      | 4      | 5      | 6      | 7      | 8      |
| 2      | 9      | 10     | 11     | 12     | 13     | 14     | 15     |
| 3      | 16     | 17     | 18     | 19     | 20     | 21     | 22     |
| 4      | 23     | 24     | 25     | 26     | 27     | 28     | 29     |
| 5      | 30     | 31     |        |        |        |        |        |

| Februar | Februar | Februar | Februar | Februar | Februar | Februar | Februar |
| Kw      | Mo      | Di      | Mi      | Do      | Fr      | Sa      | So      |
| ------- | ------- | ------- | ------- | ------- | ------- | ------- | ------- |
| 5       |         |         | 1       | 2       | 3       | 4       | 5       |
| 6       | 6       | 7       | 8       | 9       | 10      | 11      | 12      |
| 7       | 13      | 14      | 15      | 16      | 17      | 18      | 19      |
| 8       | 20      | 21      | 22      | 23      | 24      | 25      | 26      |
| 9       | 27      | 28      |         |         |         |         |         |

| März | März | März | März | März | März | März | März |
| Kw   | Mo   | Di   | Mi   | Do   | Fr   | Sa   | So   |
| ---- | ---- | ---- | ---- | ---- | ---- | ---- | ---- |
| 9    |      |      | 1    | 2    | 3    | 4    | 5    |
| 10   | 6    | 7    | 8    | 9    | 10   | 11   | 12   |
| 11   | 13   | 14   | 15   | 16   | 17   | 18   | 19   |
| 12   | 20   | 21   | 22   | 23   | 24   | 25   | 26   |
| 13   | 27   | 28   | 29   | 30   | 31   |      |      |

| April | April | April | April | April | April | April | April |
| Kw    | Mo    | Di    | Mi    | Do    | Fr    | Sa    | So    |
| ----- | ----- | ----- | ----- | ----- | ----- | ----- | ----- |
| 13    |       |       |       |       |       | 1     | 2     |
| 14    | 3     | 4     | 5     | 6     | 7     | 8     | 9     |
| 15    | 10    | 11    | 12    | 13    | 14    | 15    | 16    |
| 16    | 17    | 18    | 19    | 20    | 21    | 22    | 23    |
| 17    | 24    | 25    | 26    | 27    | 28    | 29    | 30    |

| Mai | Mai | Mai | Mai | Mai | Mai | Mai | Mai |
| Kw  | Mo  | Di  | Mi  | Do  | Fr  | Sa  | So  |
| --- | --- | --- | --- | --- | --- | --- | --- |
| 18  | 1   | 2   | 3   | 4   | 5   | 6   | 7   |
| 19  | 8   | 9   | 10  | 11  | 12  | 13  | 14  |
| 20  | 15  | 16  | 17  | 18  | 19  | 20  | 21  |
| 21  | 22  | 23  | 24  | 25  | 26  | 27  | 28  |
| 22  | 29  | 30  | 31  |     |     |     |     |

| Juni | Juni | Juni | Juni | Juni | Juni | Juni | Juni |
| Kw   | Mo   | Di   | Mi   | Do   | Fr   | Sa   | So   |
| ---- | ---- | ---- | ---- | ---- | ---- | ---- | ---- |
| 22   |      |      |      | 1    | 2    | 3    | 4    |
| 23   | 5    | 6    | 7    | 8    | 9    | 10   | 11   |
| 24   | 12   | 13   | 14   | 15   | 16   | 17   | 18   |
| 25   | 19   | 20   | 21   | 22   | 23   | 24   | 25   |
| 26   | 26   | 27   | 28   | 29   | 30   |      |      |

| Juli | Juli | Juli | Juli | Juli | Juli | Juli | Juli |
| Kw   | Mo   | Di   | Mi   | Do   | Fr   | Sa   | So   |
| ---- | ---- | ---- | ---- | ---- | ---- | ---- | ---- |
| 26   |      |      |      |      |      | 1    | 2    |
| 27   | 3    | 4    | 5    | 6    | 7    | 8    | 9    |
| 28   | 10   | 11   | 12   | 13   | 14   | 15   | 16   |
| 29   | 17   | 18   | 19   | 20   | 21   | 22   | 23   |
| 30   | 24   | 25   | 26   | 27   | 28   | 29   | 30   |
| 31   | 31   |      |      |      |      |      |      |

| August | August | August | August | August | August | August | August |
| Kw     | Mo     | Di     | Mi     | Do     | Fr     | Sa     | So     |
| ------ | ------ | ------ | ------ | ------ | ------ | ------ | ------ |
| 31     |        | 1      | 2      | 3      | 4      | 5      | 6      |
| 32     | 7      | 8      | 9      | 10     | 11     | 12     | 13     |
| 33     | 14     | 15     | 16     | 17     | 18     | 19     | 20     |
| 34     | 21     | 22     | 23     | 24     | 25     | 26     | 27     |
| 35     | 28     | 29     | 30     | 31     |        |        |        |

| September | September | September | September | September | September | September | September |
| Kw        | Mo        | Di        | Mi        | Do        | Fr        | Sa        | So        |
| --------- | --------- | --------- | --------- | --------- | --------- | --------- | --------- |
| 35        |           |           |           |           | 1         | 2         | 3         |
| 36        | 4         | 5         | 6         | 7         | 8         | 9         | 10        |
| 37        | 11        | 12        | 13        | 14        | 15        | 16        | 17        |
| 38        | 18        | 19        | 20        | 21        | 22        | 23        | 24        |
| 39        | 25        | 26        | 27        | 28        | 29        | 30        |           |

| Oktober | Oktober | Oktober | Oktober | Oktober | Oktober | Oktober | Oktober |
| Kw      | Mo      | Di      | Mi      | Do      | Fr      | Sa      | So      |
| ------- | ------- | ------- | ------- | ------- | ------- | ------- | ------- |
| 39      |         |         |         |         |         |         | 1       |
| 40      | 2       | 3       | 4       | 5       | 6       | 7       | 8       |
| 41      | 9       | 10      | 11      | 12      | 13      | 14      | 15      |
| 42      | 16      | 17      | 18      | 19      | 20      | 21      | 22      |
| 43      | 23      | 24      | 25      | 26      | 27      | 28      | 29      |
| 44      | 30      | 31      |         |         |         |         |         |

| November | November | November | November | November | November | November | November |
| Kw       | Mo       | Di       | Mi       | Do       | Fr       | Sa       | So       |
| -------- | -------- | -------- | -------- | -------- | -------- | -------- | -------- |
| 44       |          |          | 1        | 2        | 3        | 4        | 5        |
| 45       | 6        | 7        | 8        | 9        | 10       | 11       | 12       |
| 46       | 13       | 14       | 15       | 16       | 17       | 18       | 19       |
| 47       | 20       | 21       | 22       | 23       | 24       | 25       | 26       |
| 48       | 27       | 28       | 29       | 30       |          |          |          |

| Dezember | Dezember | Dezember | Dezember | Dezember | Dezember | Dezember | Dezember |
| Kw       | Mo       | Di       | Mi       | Do       | Fr       | Sa       | So       |
| -------- | -------- | -------- | -------- | -------- | -------- | -------- | -------- |
| 48       |          |          |          |          | 1        | 2        | 3        |
| 49       | 4        | 5        | 6        | 7        | 8        | 9        | 10       |
| 50       | 11       | 12       | 13       | 14       | 15       | 16       | 17       |
| 51       | 18       | 19       | 20       | 21       | 22       | 23       | 24       |
| 52       | 25       | 26       | 27       | 28       | 29       | 30       | 31       |

| Januar | Januar | Januar | Januar | Januar | Januar | Januar | Januar |
| Kw     | Mo     | Di     | Mi     | Do     | Fr     | Sa     | So     |
| ------ | ------ | ------ | ------ | ------ | ------ | ------ | ------ |
| 52     |        |        |        |        |        |        | 1      |
| 1      | 2      | 3      | 4      | 5      | 6      | 7      | 8      |
| 2      | 9      | 10     | 11     | 12     | 13     | 14     | 15     |
| 3      | 16     | 17     | 18     | 19     | 20     | 21     | 22     |
| 4      | 23     | 24     | 25     | 26     | 27     | 28     | 29     |
| 5      | 30     | 31     |        |        |        |        |        |

| Februar | Februar | Februar | Februar | Februar | Februar | Februar | Februar |
| Kw      | Mo      | Di      | Mi      | Do      | Fr      | Sa      | So      |
| ------- | ------- | ------- | ------- | ------- | ------- | ------- | ------- |
| 5       |         |         | 1       | 2       | 3       | 4       | 5       |
| 6       | 6       | 7       | 8       | 9       | 10      | 11      | 12      |
| 7       | 13      | 14      | 15      | 16      | 17      | 18      | 19      |
| 8       | 20      | 21      | 22      | 23      | 24      | 25      | 26      |
| 9       | 27      | 28      |         |         |         |         |         |

| März | März | März | März | März | März | März | März |
| Kw   | Mo   | Di   | Mi   | Do   | Fr   | Sa   | So   |
| ---- | ---- | ---- | ---- | ---- | ---- | ---- | ---- |
| 9    |      |      | 1    | 2    | 3    | 4    | 5    |
| 10   | 6    | 7    | 8    | 9    | 10   | 11   | 12   |
| 11   | 13   | 14   | 15   | 16   | 17   | 18   | 19   |
| 12   | 20   | 21   | 22   | 23   | 24   | 25   | 26   |
| 13   | 27   | 28   | 29   | 30   | 31   |      |      |

| April | April | April | April | April | April | April | April |
| Kw    | Mo    | Di    | Mi    | Do    | Fr    | Sa    | So    |
| ----- | ----- | ----- | ----- | ----- | ----- | ----- | ----- |
| 13    |       |       |       |       |       | 1     | 2     |
| 14    | 3     | 4     | 5     | 6     | 7     | 8     | 9     |
| 15    | 10    | 11    | 12    | 13    | 14    | 15    | 16    |
| 16    | 17    | 18    | 19    | 20    | 21    | 22    | 23    |
| 17    | 24    | 25    | 26    | 27    | 28    | 29    | 30    |

| Mai | Mai | Mai | Mai | Mai | Mai | Mai | Mai |
| Kw  | Mo  | Di  | Mi  | Do  | Fr  | Sa  | So  |
| --- | --- | --- | --- | --- | --- | --- | --- |
| 18  | 1   | 2   | 3   | 4   | 5   | 6   | 7   |
| 19  | 8   | 9   | 10  | 11  | 12  | 13  | 14  |
| 20  | 15  | 16  | 17  | 18  | 19  | 20  | 21  |
| 21  | 22  | 23  | 24  | 25  | 26  | 27  | 28  |
| 22  | 29  | 30  | 31  |     |     |     |     |

| Juni | Juni | Juni | Juni | Juni | Juni | Juni | Juni |
| Kw   | Mo   | Di   | Mi   | Do   | Fr   | Sa   | So   |
| ---- | ---- | ---- | ---- | ---- | ---- | ---- | ---- |
| 22   |      |      |      | 1    | 2    | 3    | 4    |
| 23   | 5    | 6    | 7    | 8    | 9    | 10   | 11   |
| 24   | 12   | 13   | 14   | 15   | 16   | 17   | 18   |
| 25   | 19   | 20   | 21   | 22   | 23   | 24   | 25   |
| 26   | 26   | 27   | 28   | 29   | 30   |      |      |

| Juli | Juli | Juli | Juli | Juli | Juli | Juli | Juli |
| Kw   | Mo   | Di   | Mi   | Do   | Fr   | Sa   | So   |
| ---- | ---- | ---- | ---- | ---- | ---- | ---- | ---- |
| 26   |      |      |      |      |      | 1    | 2    |
| 27   | 3    | 4    | 5    | 6    | 7    | 8    | 9    |
| 28   | 10   | 11   | 12   | 13   | 14   | 15   | 16   |
| 29   | 17   | 18   | 19   | 20   | 21   | 22   | 23   |
| 30   | 24   | 25   | 26   | 27   | 28   | 29   | 30   |
| 31   | 31   |      |      |      |      |      |      |

| August | August | August | August | August | August | August | August |
| Kw     | Mo     | Di     | Mi     | Do     | Fr     | Sa     | So     |
| ------ | ------ | ------ | ------ | ------ | ------ | ------ | ------ |
| 31     |        | 1      | 2      | 3      | 4      | 5      | 6      |
| 32     | 7      | 8      | 9      | 10     | 11     | 12     | 13     |
| 33     | 14     | 15     | 16     | 17     | 18     | 19     | 20     |
| 34     | 21     | 22     | 23     | 24     | 25     | 26     | 27     |
| 35     | 28     | 29     | 30     | 31     |        |        |        |

| September | September | September | September | September | September | September | September |
| Kw        | Mo        | Di        | Mi        | Do        | Fr        | Sa        | So        |
| --------- | --------- | --------- | --------- | --------- | --------- | --------- | --------- |
| 35        |           |           |           |           | 1         | 2         | 3         |
| 36        | 4         | 5         | 6         | 7         | 8         | 9         | 10        |
| 37        | 11        | 12        | 13        | 14        | 15        | 16        | 17        |
| 38        | 18        | 19        | 20        | 21        | 22        | 23        | 24        |
| 39        | 25        | 26        | 27        | 28        | 29        | 30        |           |

| Oktober | Oktober | Oktober | Oktober | Oktober | Oktober | Oktober | Oktober |
| Kw      | Mo      | Di      | Mi      | Do      | Fr      | Sa      | So      |
| ------- | ------- | ------- | ------- | ------- | ------- | ------- | ------- |
| 39      |         |         |         |         |         |         | 1       |
| 40      | 2       | 3       | 4       | 5       | 6       | 7       | 8       |
| 41      | 9       | 10      | 11      | 12      | 13      | 14      | 15      |
| 42      | 16      | 17      | 18      | 19      | 20      | 21      | 22      |
| 43      | 23      | 24      | 25      | 26      | 27      | 28      | 29      |
| 44      | 30      | 31      |         |         |         |         |         |

| November | November | November | November | November | November | November | November |
| Kw       | Mo       | Di       | Mi       | Do       | Fr       | Sa       | So       |
| -------- | -------- | -------- | -------- | -------- | -------- | -------- | -------- |
| 44       |          |          | 1        | 2        | 3        | 4        | 5        |
| 45       | 6        | 7        | 8        | 9        | 10       | 11       | 12       |
| 46       | 13       | 14       | 15       | 16       | 17       | 18       | 19       |
| 47       | 20       | 21       | 22       | 23       | 24       | 25       | 26       |
| 48       | 27       | 28       | 29       | 30       |          |          |          |

| Dezember | Dezember | Dezember | Dezember | Dezember | Dezember | Dezember | Dezember |
| Kw       | Mo       | Di       | Mi       | Do       | Fr       | Sa       | So       |
| -------- | -------- | -------- | -------- | -------- | -------- | -------- | -------- |
| 48       |          |          |          |          | 1        | 2        | 3        |
| 49       | 4        | 5        | 6        | 7        | 8        | 9        | 10       |
| 50       | 11       | 12       | 13       | 14       | 15       | 16       | 17       |
| 51       | 18       | 19       | 20       | 21       | 22       | 23       | 24       |
| 52       | 25       | 26       | 27       | 28       | 29       | 30       | 31       |

## Ereignisse

### Politik und Weltgeschehen

#### Reich der Fatimiden
Al-Hākim bi-amr Allāh, sechster Kalif der Fatimiden und sechzehnter Imam der schiitischen Ismailiten, verschwindet in der Nacht zum 13. Februar unter ungeklärten Umständen. Es wird angenommen, dass er bei seinem Ausritt ermordet wurde, obwohl sein Leichnam nie gefunden wird. Nachfolger wird sein 15-jähriger Sohn az-Zāhir li-iʿzāz dīn Allāh in Übergehung der von al-Hākim vorgesehenen Nachfolgeregelung. Die zwei für die Nachfolge designierten Cousins werden ausgeschaltet, indem Prinz Abbas „mit dem Schwert über dem Haupt“ zur Aufgabe seines Anspruches genötigt und Prinz Abdarrahim am 26. März in Damaskus verhaftet und in Kairo in einen Kerker gesperrt wird, wo er wenig später ums Leben kommt. Die Regierungsgeschäfte für az-Zāhir werden vorläufig von seiner Tante Sitt al-Mulk geführt. Diese lässt mehrere Suwaidī-Beduinen wegen derer vermutlichen Beteiligung an der Ermordung al-Hākims hinrichten. Erst am 27. März, dem Schlachtopferfest, wird das Verschwinden al-Hākims der Öffentlichkeit verkündet und der neue Kalif proklamiert. Al-Hākim wird später von den Drusen vergottet.

#### Byzantinisches Reich/Italien

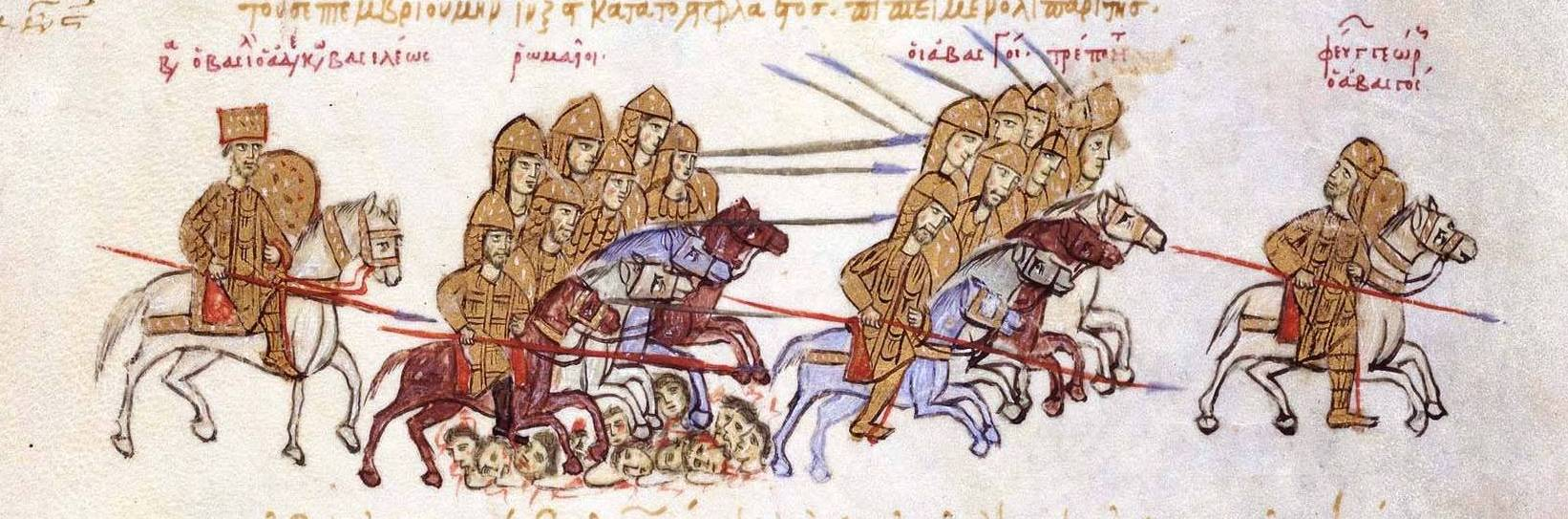
Madrider Bilderhandschrift des Skylitzes, König Giorgi flieht nach verlorener Schlacht vor Basileus II.

- 11. September: Die Schlacht von Shirimni zwischen einer byzantinischen und einer georgischen Armee in der Nähe von Shirimni am Ufer des Palakazio-Sees endet mit einem Sieg der Byzantiner unter Kaiser Basileios II., der die Georgier und ihren König Giorgi I. tief in ihr Land zurückdrängt.
- Herbst: Auf Wunsch Papst Benedikts VIII., der sich vom byzantinischen Reich unter Basileios II. bedrängt sieht, unternimmt Kaiser Heinrich II. einen neuerlichen Italienzug. Drei Heeresgruppen, die neben dem Kaiser die Bischöfe Pilgrim von Köln und Poppo von Aquileia befehligen, ziehen nach Süditalien. Pandulf von Capua, Waimar von Salerno und andere italienische Fürsten, die sich der byzantinischen Herrschaft angeschlossen haben, ergeben sich Pilgrim. Pandulf wird vom Fürstengericht zum Tode verurteilt und soll in Bari öffentlich ertränkt werden. Auf Fürsprache Pilgrims ordnete Heinrich jedoch seine Verbannung in Ketten ins Reich nördlich der Alpen an, eine für diese Zeit unübliche Bestrafung. Heinrich zieht weiter nach Nordapulien und belagert die byzantinische Festung Troia. Er kann aber die byzantinischen Truppen nicht zu einer offenen Feldschlacht zwingen.
- Das Byzantinische Reich annektiert nach Verhandlungen in Trapezunt das unabhängige Königreich Vaspurakan im Austausch gegen Territorien in Mittelanatolien unter byzantinischer Oberherrschaft. Vaspurakans letzter König Seneqerim Johannes zieht 1023 mit 14.000 Familien nach Sebasteia und gründet in Kappadokien die Städte Arapgir und Akn. Seneqerim Johannes verwaltet als Stratege von Kappadokien und Titularkönig sein Lehen in Kappadokien bzw. Kleinarmenien von Sebasteia aus.

#### Weitere Ereignisse in Europa
- August: Yahya al-Mutali, der Sohn des 1018 ermordeten Ali ibn Hammud an-Nasir, stürzt seinen Onkel al-Qasim al-Ma'mun und übernimmt die Macht als Kalif von Córdoba. al-Qasim al-Ma'mun flieht nach Sevilla.
- Yahya al-Muzaffar aus der Dynastie der Tudschībiden folgt seinem Vater al-Mundir I. nach dessen Tod als zweiter Emir im Taifa-Königreich von Saragossa. Er setzt die von seinem Vater begonnene Konsolidierungspolitik im Emirat fort und fördert Literatur und Künste.
- Burg Brünn wird erbaut.

#### Nordamerika
- Wikinger gründen die Siedlung L’Anse aux Meadows in Neufundland.

#### Urkundliche Ersterwähnungen

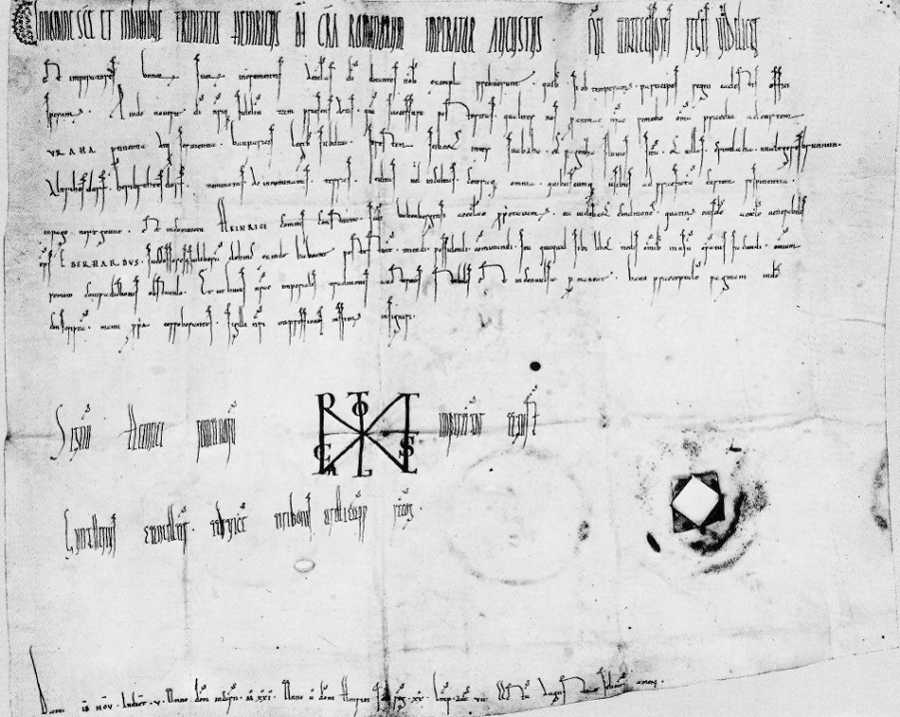
Die Schenkungsurkunde Heinrichs II.

- 13. November: Kaiser Heinrich II. schenkt dem Bistum Bamberg alle zum Hofe Uraha (Aurach) gehörenden Güter, darunter die Dörfer Altrihesdorf (Eltersdorf), Crintilaha (Gründlach) und Waltgeresbrunnun (Walkersbrunn), die bei dieser Gelegenheit erstmals erwähnt werden.
- Die deutschen Orte Hahausen, Hamersleben, Konradsburg, Mering, Wommen und Zamdorf werden in verschiedenen Urkunden durch Kaiser Heinrich erstmals erwähnt.
- Die apulische Stadt Modugno wird erstmals in einer Urkunde erwähnt.
- Wizebsk wird erstmals urkundlich erwähnt.

### Kultur und Gesellschaft
- 16. März: Nach knapp vier Jahren endet die japanische Ära (Nengō) Kannin. Sie wird am folgenden Tag von der Ära Jian abgelöst.

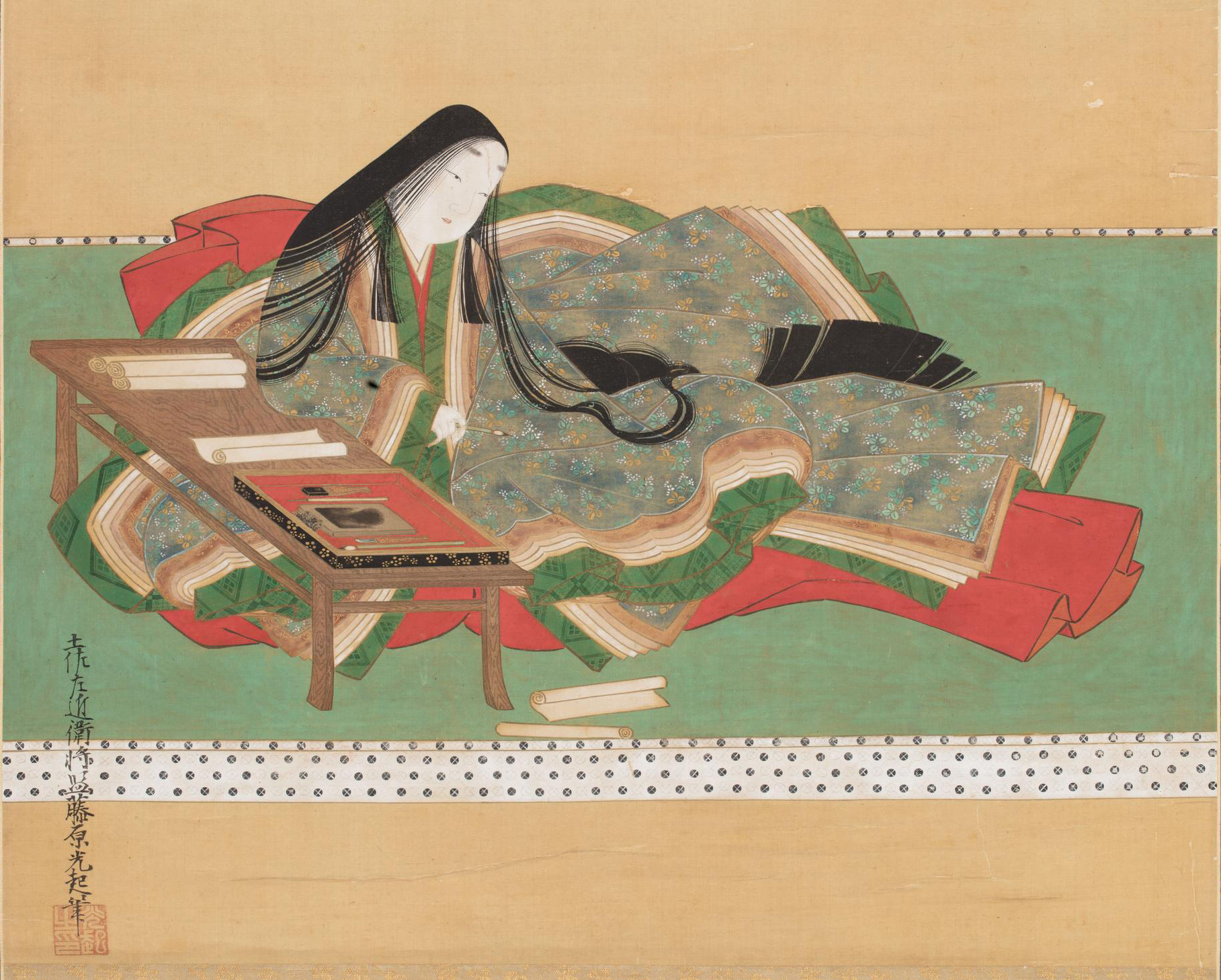
Murasaki Shikibu, nach Tosa Mitsuoki (17. Jahrhundert)

Der psychologische Roman Genji Monogatari (Die Geschichte vom Prinzen Genji) erfährt seine erstmalige Erwähnung. Das Monogatari – ein Sammelbegriff für romanhafte, fiktionale Erzählungen –, das einen festen Stellenwert in der japanischen Literatur hat und gelegentlich als der erste Roman überhaupt angesehen wird, wird der japanischen Hofdame Murasaki Shikibu (ca. 978–1014) aus der Heian-Zeit zugeschrieben.

### Religion
- 21. April: Wolbodo stirbt. Durand wird sein Nachfolger als Bischof von Lüttich. Der vom Domkapitel zuvor gewählte Dompropst Gottschalk verzichtet zu Gunsten von Durand auf das Amt.
- 29. Juni: Pilgrim wird Erzbischof von Köln. Er folgt dem am 16. März gestorbenen Heribert nach.
- September: Aribo wird als Nachfolger des am 17. August gestorbenen Erkanbald Erzbischof von Mainz.
- 1. Oktober: Der Merseburger Dom wird nach sechsjähriger Bauzeit in Anwesenheit des Kaiserpaares Heinrich II. und Kunigunde eingeweiht.

## Geboren
- Anastasia von Kiew, Königin von Ungarn († 1096)
- Eudokia Makrembolitissa, Kaiserin des Byzantinischen Reichs aus eigenem Recht († 1096)
- Wang Anshi, chinesischer Dichter, Philosoph, Reformer, Staatsmann und Kanzler († 1086)
- um 1021: Otto, Graf von Savoyen sowie Markgraf von Susa-Turin († 1060)
- 1021/1022: Solomon ibn Gabirol, jüdischer Philosoph in al-Andalus (gest. um 1070)

## Gestorben

### Todesdatum gesichert
- 13. Februar: al-Hākim bi-amr Allāh, Kalif der ägyptischen Fatimiden (* 985)
- 5. März: Arnulf von Reims, Erzbischof von Reims (* vor 967)

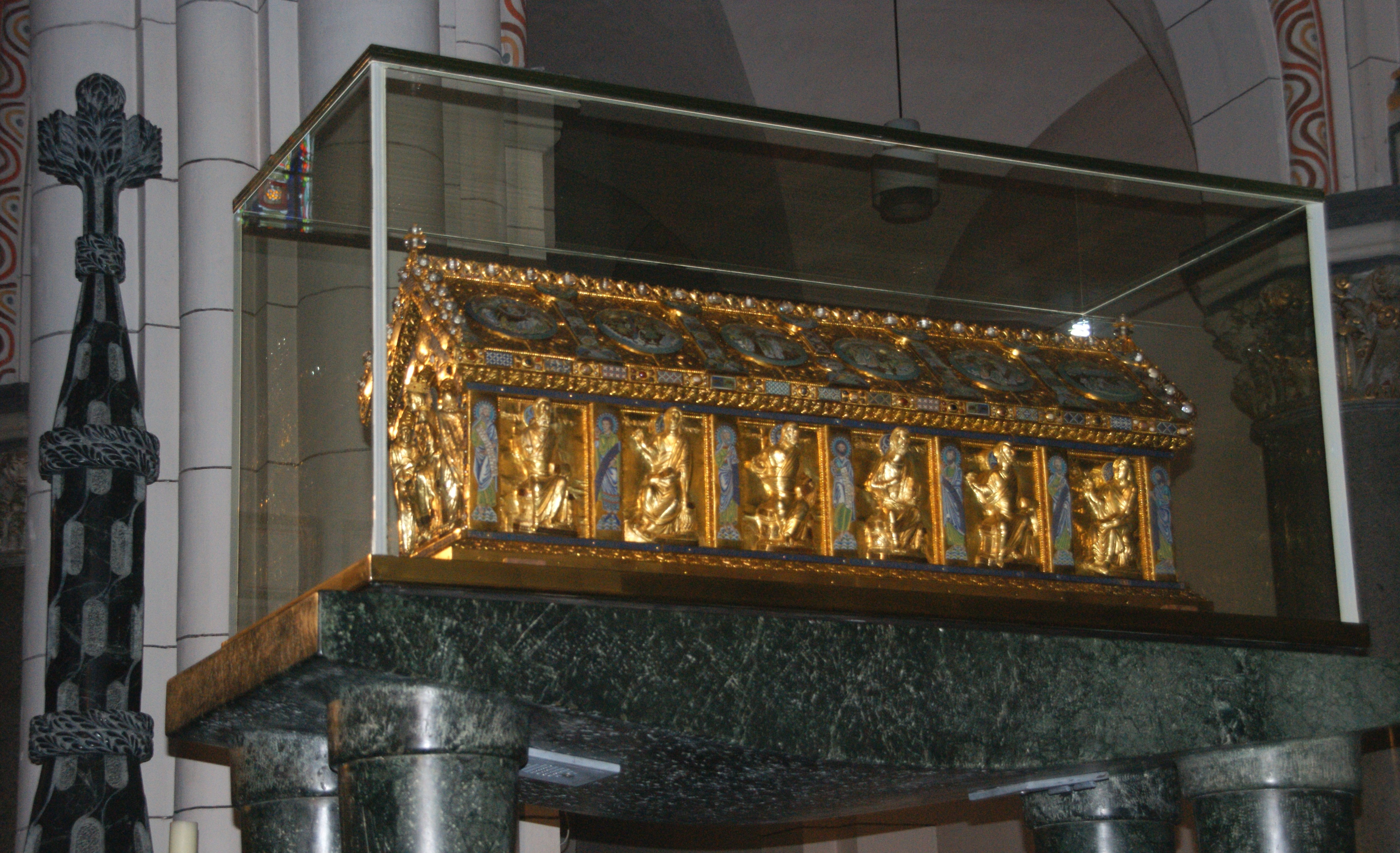
Schrein des Heribert von Köln

- 16. März: Heribert von Köln, Erzbischof von Köln, Kanzler von Deutschland und Italien (* um 970)
- 21. April: Wolbodo, Bischof von Lüttich und Heiliger der katholischen Kirche
- 5. Juni: Balderich von Drenthe, Graf im Düffelgau und Graf von Drenthe (* um 965)

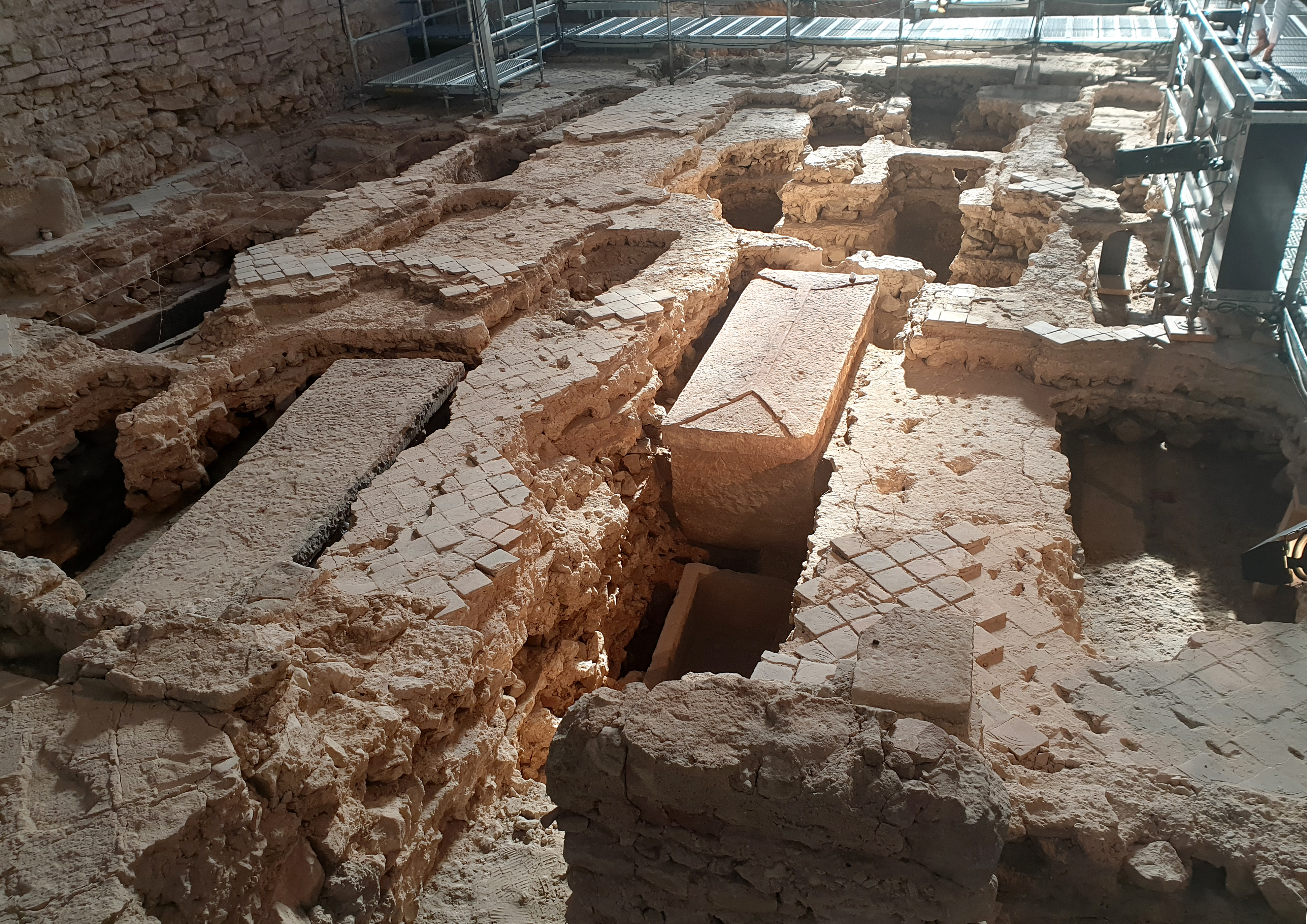
Sarkophag von Erzbischof Erchanbald in St. Johannis in Mainz (mittig mit pfeilartigem Muster)

- 17. August: Erkanbald, Abt von Fulda und Erzbischof von Mainz (* um 967)
- 3. November: Abū ʿAbd ar-Rahmān as-Sulamī, persischer islamischer Mystiker (* 937)

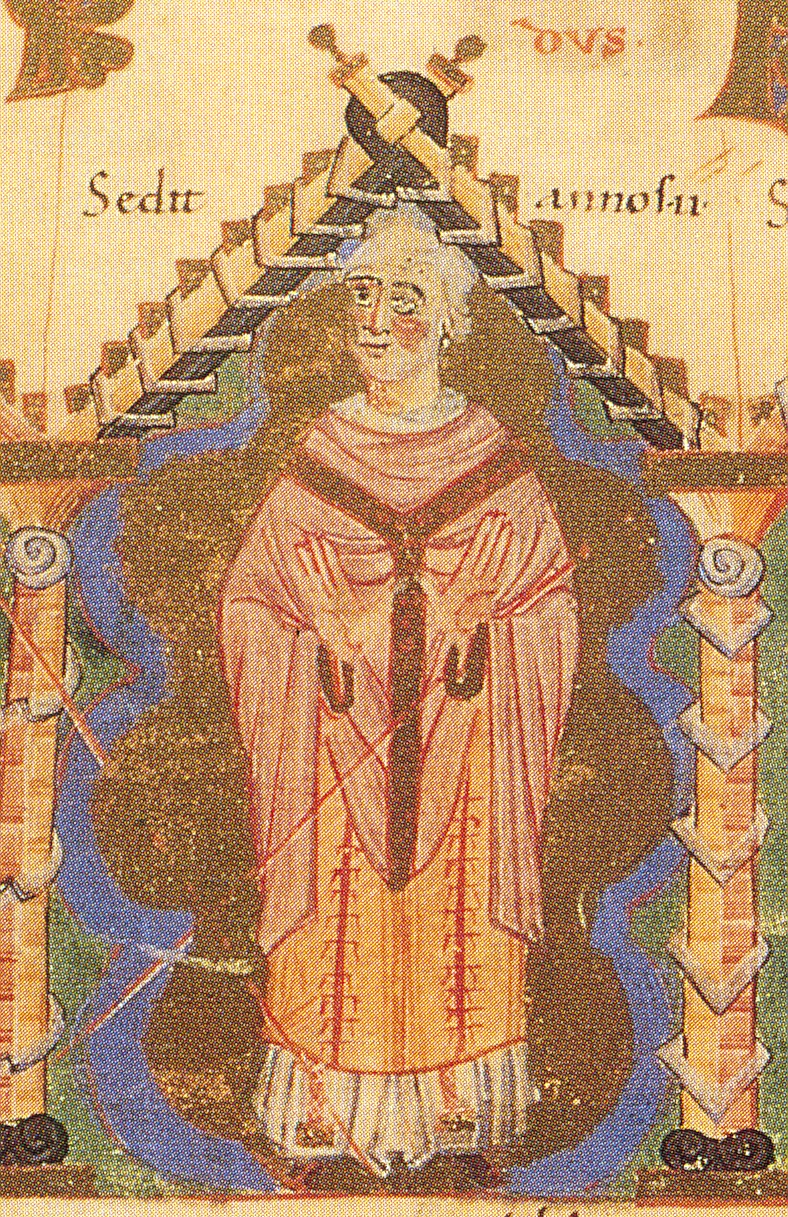
Walther Bischof von Eichstätt; Abbildung aus dem Pontifikale Gundekarianum, 11. Jahrhundert

- 20. Dezember: Walther, Fürstbischof von Eichstätt

### Genaues Todesdatum unbekannt
- Fujiwara no Akimitsu, japanischer Beamter (* 944)
- Irmentraud, Äbtissin des freiweltlichen Damenstifts Buchau
- al-Mundir I., Emir des Taifa-Königreichs von Saragossa und Begründer der Dynastie der Tudschībiden

### Gestorben um 1021
- 1. Juni 1019 oder 1021: Stephan I., Graf von Meaux und Troyes
- Hamza ibn ʿAlī, ismailitischer Gelehrter und eigentlicher Begründer der Drusen-Religion (* 985)